# Cmentarz wojenny nr 344 – Tarnawa

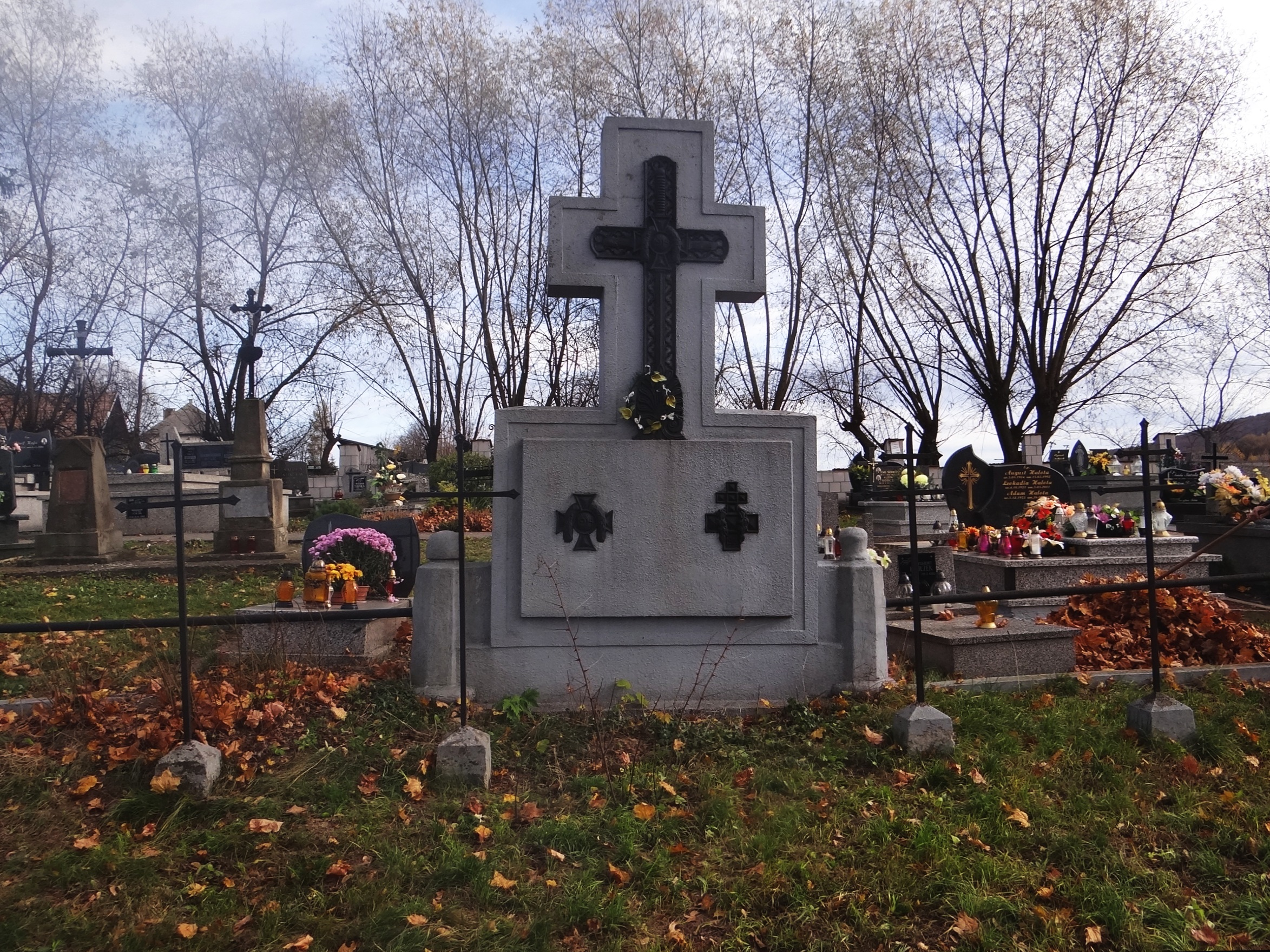
Betonowa płyta z krzyżami

Cmentarz wojenny nr 344 – Tarnawa – cmentarz z I wojny światowej znajdujący się w miejscowości Tarnawa w województwie małopolskim, w powiecie bocheńskim, w gminie Łapanów. Jest jednym z 400 zachodniogalicyjskich cmentarzy wojennych zbudowanych przez Oddział Grobów Wojennych C. i K. Komendantury Wojskowej w Krakowie. Z tej liczby w okręgu bocheńskim cmentarzy jest 46.

## Położenie
Położony jest na wysokości około 280 m na cmentarzu parafialnym w Tarnawie, na zboczu opadającym w południowo-zachodnim kierunku do doliny Tarnawki. Znajduje się w odległości ok. 200 m od kościoła.

## Historia
Pochowano tutaj w jednym miejscu zarówno żołnierzy armii austriacko-węgierskiej, jak i żołnierzy armii rosyjskiej, którzy zginęli na okolicznych polach na początku grudnia 1914 w czasie operacji limanowsko-łapanowskiej. 7 grudnia Rosjanie obsadzili wzgórza Pogórza Wiśnickiego na zachód od Stradomki. Atakujące od południa oraz od strony Łapanowa i doliny Stradomki wojska austriackie zdobywały je przez kilka dni. Po kilkudniowych niezwykle zaciętych walkach Austriacy wyparli wojska rosyjskie z tych terenów. 13 grudnia Rosjanie rozpoczęli odwrót dalej na wschód.
Na cmentarzu tym pochowano:
- 16 żołnierzy armii rosyjskiej,
- 16 żołnierzy armii austro-węgierskiej.

Łącznie 32 żołnierzy, zidentyfikowano 13 żołnierzy.

## Opis cmentarza
Cmentarz wykonany jest na planie prostokąta i ma betonowo-żelazne ogrodzenie składające się z betonowej ławy, betonowych słupków oraz żelaznych rur. Bramkę wejściową tworzą dwa betonowe słupki z zawieszonym między nimi łańcuchem. Głównym elementem dekoracyjnym jest znajdujący się na wprost bramki wejściowej betonowy postument w formie płyty zwieńczonej betonowym krzyżem. Zamontowano na niej duży żeliwny krzyż typu austriackiego (jednoramienny) oraz dwa mniejsze; jeden typu austriackiego, drugi rosyjskiego (dwuramienny). Na nagrobkach umieszczono niskie betonowe cokoliki z zamontowanymi na nich żelaznymi krzyżami wykonanymi z grubych płaskowników. Są to krzyże jednoramienne i dwuramienne. Na cmentarzu posadzono dwa drzewa.

## Losy cmentarza
W okresie Polski międzywojennej doceniano rangę cmentarza i był wówczas pielęgnowany przez miejscową społeczność. Po II wojnie ranga cmentarza w świadomości społeczeństwa i ówczesnych władz zmalała. Cmentarz ulegał w naturalny sposób niszczeniu. Dopiero w latach 80. zaczęła narastać świadomość potrzeby ochrony. Obecnie cmentarz jest pielęgnowany, a w 2010 został odnowiony.